# Modern edzésmódszerek
A Modern edzésmódszerek 1970-ben bemutatott magyar rajzfilm, amelyet Ternovszky Béla rendezett. A forgatókönyvet Nepp József írta, a zenéjét Deák Tamás szerezte. A mozifilm a Pannónia Filmstúdió gyártásában készült.

## Rövid tartalom
A mai edzésmódszerek minden elképzelhető szituációjában egy minden hájjal megkent edző a lehető legdrasztikusabb eszközökkel csikarja ki a sportolóból a lehető legjobb eredményeket.

## Alkotók
- Rendezte és tervezte: Ternovszky Béla
- Írta: Nepp József
- Zenéjét szerezte: Deák Tamás
- Operatőr: Henrik Irén
- Hangmérnök: Horváth Domonkos
- Vágó: Czipauer János
- Gyártásvezető: Kunz Román

Készítette a Pannónia Filmstúdióban

## Díjak
- 1971 – Oberhauseni filmfesztivál – Közönségdíj
- 1971 – Miskolci filmfesztivál – Animációs filmek kategória díja
- 1972 – Hilversumi filmfesztivál – Arany Mókus díj
- 1972 – Kranji filmfesztivál – Zsűri különdíja
- 1972 – Zágrábi filmfesztivál – Zsűri különdíja
- 1973 – Oberhauseni filmfesztivál – Zsűri különdíja
- 1974 – Müncheni filmfesztivál – Nagydíj